# Iwan Artobolewski
Iwan Iwanowicz Artobolewski (ur. 1905 w Moskwie, zm. 21 września 1977 tamże) – uczony radziecki, specjalizujący się w teorii mechanizmów i budowy maszyn. Twórca ogólnie przyjętej klasyfikacji mechanizmów.

## Życiorys
W 1921 skończył szkołę w Moskwie, a w 1921 Moskiewską Akademię Rolniczą, pracował jako inżynier-agronom, w 1927 eksternistycznie ukończył studia na Wydziale Matematycznym Moskiewskiego Uniwersytetu Państwowego. Był asystentem katedry mechaniki stosowanej Moskiewskiego Instytutu Tekstylnego, 1927–1932 wykładał w Moskiewskim Instytucie Elektromechanicznym, 1932–1943 kierował katedrą Moskiewskiego Instytutu Inżynierii Chemicznej, 1932–1941 i 1944–1949 był profesorem katedry mechaniki stosowanej Moskiewskiego Uniwersytetu Państwowego im. Łomonosowa. W latach 1941–1977 był profesorem i kierownikiem katedry teorii maszyn i mechanizmów Moskiewskiego Instytutu Lotniczego, 1937–1966 starszym pracownikiem naukowym i kierownikiem laboratorium dynamiki maszyn Instytutu Maszynoznawstwa Akademii Nauk ZSRR, później kierował Wydziałem Kinematyki i Dynamiki Maszyn Państwowego Naukowo-Badawczego Instytutu Maszynoznawstwa Akademii Nauk ZSRR. Członek rzeczywisty Akademii Nauk ZSRR (1946), członek Prezydium Rady Najwyższej ZSRR 9 kadencji (deputowany do Rady Najwyższej ZSRR od 7 do 9 kadencji 1966-1977), przewodniczący stowarzyszenia „Znanie" w ZSRR. 13 marca 1969 otrzymał Złoty Medal „Sierp i Młot” Bohatera Pracy Socjalistycznej i Order Lenina (łącznie został odznaczony pięcioma Orderami Lenina, a także Orderem Czerwonego Sztandaru Pracy i medalami, w tym za obronę Moskwy). Był pierwszym zagranicznym doktorem honoris causa Politechniki Łódzkiej.